# Nycteus meridionalis
Nycteus meridionalis é uma espécie de insetos coleópteros polífagos pertencente à família Eucinetidae.
A autoridade científica da espécie é Laporte de Castelnau, tendo sido descrita no ano de 1836.
Trata-se de uma espécie presente no território português.